# Федорово (Вологодская область)
Федорово — деревня в Шекснинском районе Вологодской области.
Входит в состав сельского поселения Чуровского, с точки зрения административно-территориального деления — в Чуровский сельсовет.
Расстояние до центра муниципального образования Чуровского по прямой — 5 км. Ближайшие населённые пункты — Ельцово, Селецкая, Плещаково.
По переписи 2002 года население — 1 человек.